# 潮鶴橋
潮鶴橋（しおづるばし）は、横浜市鶴見区鶴見中央と、同区潮田町、向井町を結ぶ、鶴見川にかかる橋である。潮鶴橋と新潮鶴橋が並んで架かるが、本項では合わせて解説する。

## 概要
初代の潮鶴橋は1940年（昭和15年）10月に架けられ、1967年12月には隣接して新潮鶴橋が架けられた。1988年3月には潮鶴橋が架け替えられたため、新潮鶴橋の方が築年数が古い。
鶴見川にかかる徒歩で往来可能な橋としては、河口側から数えて鶴見大橋（産業道路）、臨港鶴見川橋、潮見橋に続く4番目に位置する。
鶴見駅を起点とした横浜市営バス、川崎鶴見臨港バスの多くの路線ルートになっている。

## 周辺
潮鶴橋付近の鶴見中央側は鶴見区の中心部である。以下の施設が潮鶴橋付近に集中している。
- 横浜市鶴見区役所
- 神奈川県鶴見警察署
- 横浜市鶴見消防署
- 鶴見税務署
- 鶴見駅
- 京急鶴見駅
- みずほ銀行鶴見支店
- ナイス本社

南側は鶴見産業道路・首都高速横羽線汐入出入口方面に通じる幹線道路で、かつては三十六米道路と呼ばれていたが、1997年には「潮風大通り」の愛称がついた。

### 近隣の橋
- 鶴見川
  - （上流） - 芦穂橋 - 潮鶴橋・新潮鶴橋 - 潮見橋 -（下流）

右岸上流側のたもとには潮鶴橋公園があり、潮見橋との間の両岸には「潮鶴橋水際緑道」が整備されている。

## 構造・形状
上流寄りの潮鶴橋と下流側の新潮鶴橋が並んで架かる。いずれも車道3車線と歩道が付き、中央分離帯には初代潮鶴橋の親柱が残されている。
名前にちなみ、欄干部に鶴、中央分離帯には波（潮）がデザインされている。
緩いアーチを描いている。また、周辺の地域はきわめて平坦な地形だが、潮鶴橋を渡る道路は橋の両側で、橋に向かって登り坂となっている。橋を渡りきった向井町側には信号機付きのT字路があり、橋に向かう方向で走ってきた車両が（橋を渡らずに）東方向へ右折できるようになっているが、潮鶴橋がアーチ形状になっており、対向車を把握しづらいため注意が必要である。
建造年の違いから橋脚は新潮鶴橋が4基、潮鶴橋が2基となっている。
2021年に新潮鶴橋の歩道はタイル舗装から無塗装のアスファルト舗装へ改修工事されている。

## 写真

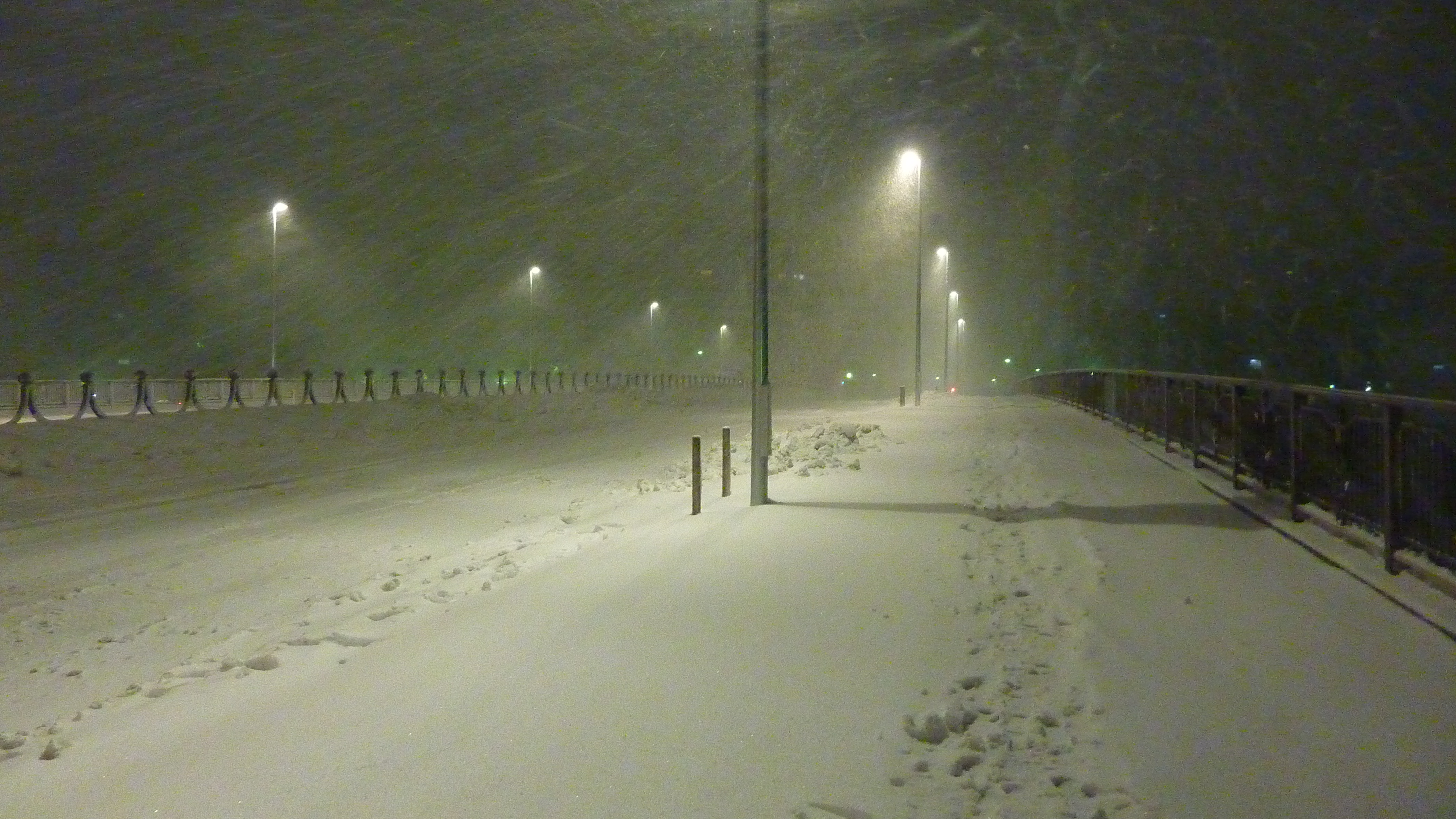
大雪で積雪した潮鶴橋（2014年2月14日深夜)
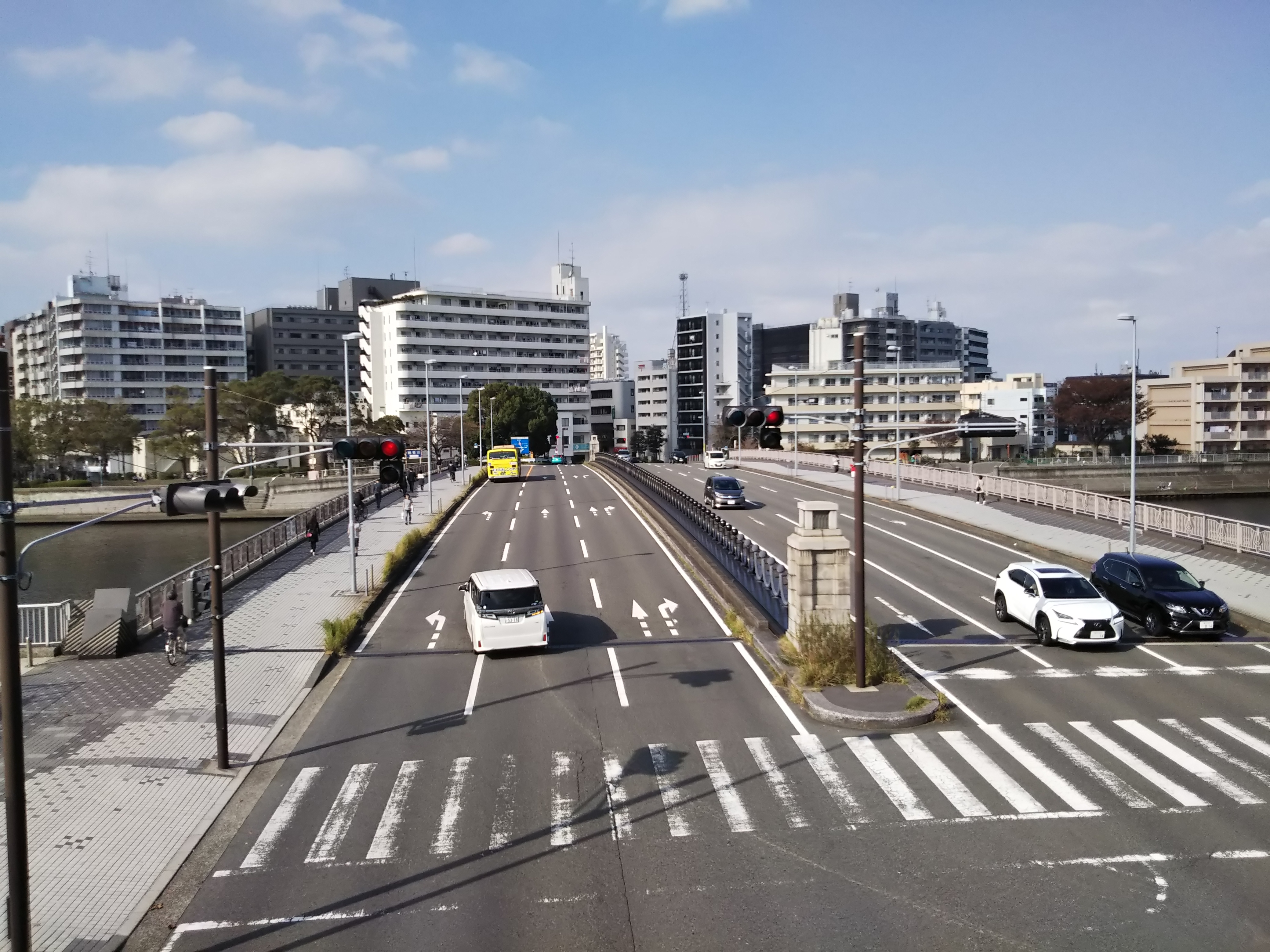
画面奥が鶴見駅方向。右側の潮鶴橋と左側の新潮鶴橋が並行して架かるが、幅の広い一体の橋の外観を持つ。
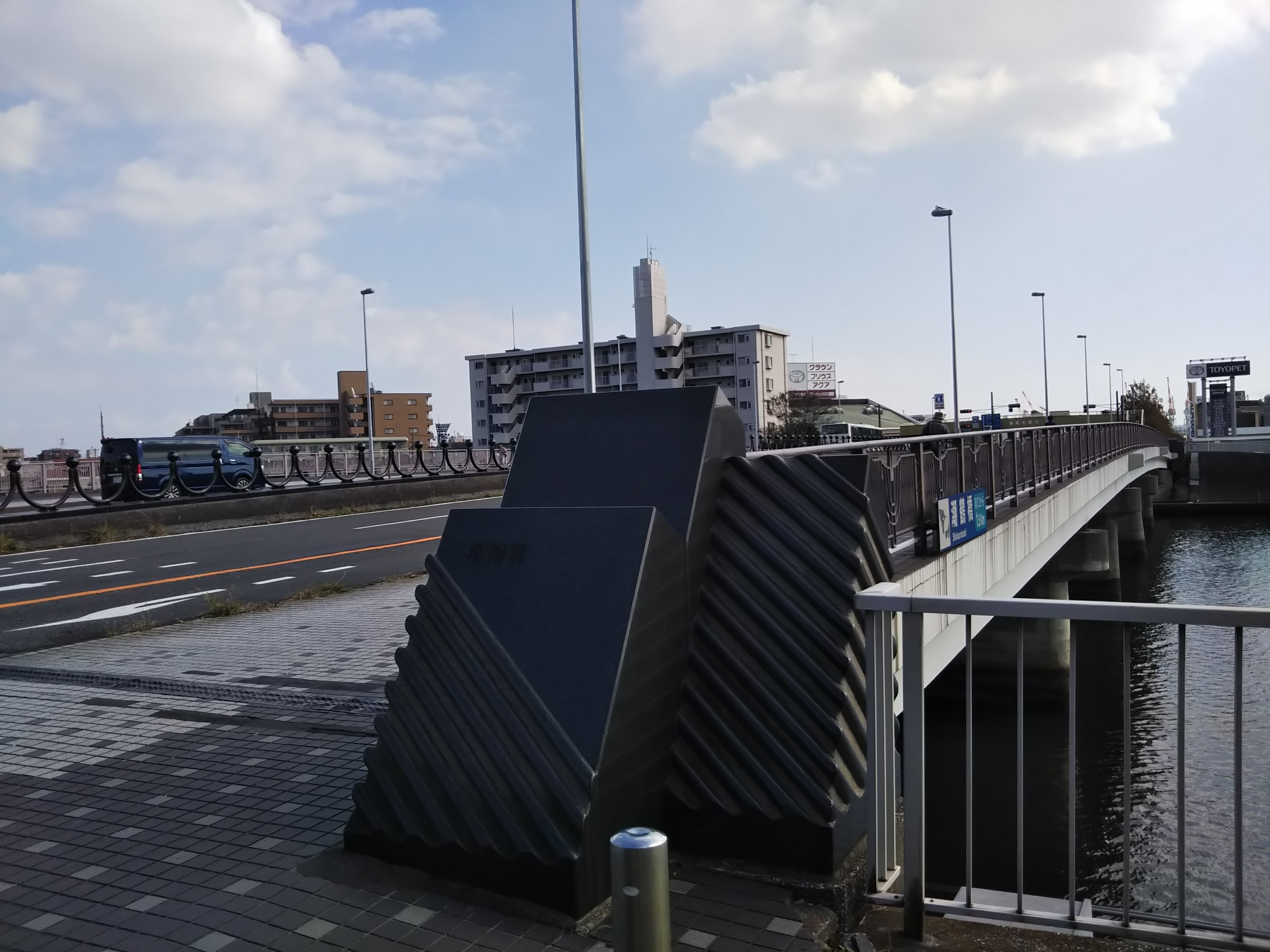
新潮鶴橋の親柱